# سن ویتالیانو
سن ویتالیانو (به ایتالیایی: San Vitaliano) یک کومونه در ایتالیا است که در استان ناپل واقع شده‌است.

## خصوصیات
سن ویتالیانو ۵٫۳ کیلومترمربع مساحت و ۵٬۸۶۴ نفر جمعیت دارد.